# Tad Hilgenbrink
Tad Hilgenbrink, znany jako Tad Hilgenbrinck (ur. 9 października 1981 w Quincy, stanie Illinois) – amerykański aktor. Pierwszą swoją rolę uzyskał w 2005 roku do filmu American Pie: Wakacje (American Pie: Band Camp) jako Matt Stifler.

## Życiorys
Ukończył Quincy Senior High School. Uczęszczał na Millikin University. Zagrał w kilku musicalach w Music Theatre of Wichita w Wichita, Kansas: Footloose, Oklahoma, Good News, Chicago i The Scarlet Pimpernel.

## Filmografia

### Przed kamerą
- American Pie: Wakacje (American Pie: Band Camp, 2005) jako Matt Stifler
- Band Camp Dirty Diary: American Pie Presents Band Camp DVD (2005) jako on sam
- The Curiosity of Chance (2006) jako Chance Marquis
- The Last Low Tide (2006) jako Ian
- Wielkie kino (Epic Movie, 2007) jako Cyklop
- Grave Situations (2007) jako Samuel Van Alden
- Sherman's Way (2007) jako Taylor
- Śmierć się śmieje (Amusement, 2008) jako Rob
- Lost Boys 2: The Tribe (2008) jako Chris
- H2O Extreme (2008) jako CC
- Totalny Kataklizm (2008) jako Książę Edwin
- Krwawe Wzgórza (2009) jako Tyler.

### Przed kamerą gościnnie
- It's All Relative (2003-2004) jako Młody Wayne

### Zdjęcia
- Band Camp Dirty Diary: American Pie Presents Band Camp DVD (2005)